# Merlin Stone
Merlin Stone (* 27. September 1931 in Brooklyn; † 23. Februar 2011) war eine US-amerikanische Theologin, Kunsthistorikerin und Bildhauerin.

## Leben
Stone studierte Theologie und Archäologie in den Vereinigten Staaten. Sie unterrichtete als Hochschullehrerin an der State University of New York at Buffalo. In ihren Werken beschäftigte sich Stone unter anderem mit Frauenrechten und feministischer Theologie. Insbesondere ihr Buch When God Was a Woman ist Stone bekannt; dort schreibt sie über prähistorische Muttergottheitem im Nahen Osten. Des Weiteren war sie als Bildhauerin tätig.

## Werke (Auswahl)
- The Paradise Papers: The Suppression of Women's Rites
- When God Was a Woman, 1976
- Ancient Mirrors of Womanhood. Boston:Beacon Press, 1984, ISBN 0-8070-6719-9
- Ancient Mirrors of Womanhood, 2. Ausgabe
- 3000 Years of Racism